# T. R. Dunn
Pour les articles homonymes, voir Dunn.
Theodore Roosevelt « T. R. » Dunn (né le 1er février 1955 à Birmingham, Alabama) est un joueur et entraîneur américain de basket-ball.

## Biographie
Star à l'université de l'Alabama, ce meneur de jeu de 1,93 m fut sélectionné par les Trail Blazers de Portland au second tour de la draft 1977. Il disputera 14 saisons avec trois équipes: les Blazers (1977 ; 1980), les Nuggets de Denver (1980 ; 1988 ; 1989 ; 1991) et les Suns de Phoenix (1988 ; 1989).  Dunn fut nommé dans la NBA All-Defensive Second Team à trois reprises durant sa carrière et était considéré comme l'un des meilleurs meneurs rebondeurs des années 1980. .
À l'issue de sa carrière en 1991 avec 5033 points inscrits en carrière et 4371 rebonds, Dunn fut durant six saisons (1991 à 1997) entraîneur assistant des Hornets de Charlotte. Il devint ensuite brièvement entraîneur de l'équipe WNBA du Sting de Charlotte et entraîneur assistant à l'université de l'Alabama et, en 2004, il fut engagé en tant qu'entraîneur assistant des Kings de Sacramento. En 2007, il est devenu entraîneur adjoint des Rockets de Houston.

## Palmarès
- 3× NBA All-Defensive Second Team (1983–1985)

## Pour approfondir
- Liste des joueurs de NBA avec 9 interceptions et plus sur un match.